# اندیس هرزه بیل ۲
هرزه بیل ۲ یک اندیس فلزی است که در حوالی شهر رودبار استان گیلان قرار دارد و مادهٔ معدنی موجود در آن، مس است.سنگ میزبان این اندیس آهک است و دیرینگی آن به دوران ائوسن می‌رسد. در این اندیس، پاراژنز‌های پیریت ، هماتیت، کوارتز ، لیمونیت ، گالن یافت می‌شوند.